# 미즈호촌 (아이치현 하구리군)
미즈호촌(瑞穂村)은 일본 아이치현 하구리군에 설치되었던 촌이다. 현재의 이치노미야시의 일부에 해당한다.